# (980) Anacostia
(980) Anacostia – planetoida z pasa głównego asteroid okrążająca Słońce w ciągu 4 lat i 200 dni w średniej odległości 2,74 au. Została odkryta 21 listopada 1921 roku w Waszyngtonie przez George’a Petersa. Nazwa pochodzi od Anacostii, części Waszyngtonu przy rzece Anacostia. Przed jej nadaniem planetoida nosiła oznaczenie tymczasowe (980) 1921 W19.